# The Roughneck (film 1916)
The Roughneck è un cortometraggio muto del 1916 interpretato e diretto da Harry Beaumont.

## Produzione
Il film fu prodotto dalla Essanay Film Manufacturing Company.

## Distribuzione
Distribuito dalla General Film Company, il film - un cortometraggio in due bobine - uscì nelle sale cinematografiche USA il 1º febbraio 1916.
Viene citato in Moving Picture World del 12 febbraio 1916.